# Agnieszka Spyrka
Agnieszka Spyrka (ur. 28 listopada 1973 w Jeleniej Górze, zm. 9 września 2008) – polska artystka, malarka, graficzka i ilustratorka książek.

## Życiorys
Absolwentka Akademii Sztuk Pięknych w Poznaniu, dyplom na Wydziale Grafiki w roku 1999. W ciągu siedmiu lat pracy zaprojektowała ponad tysiąc okładek do książek. Ostatnią oddała do druku tydzień przed śmiercią. Zmarła na raka w wieku 34 lat.

## Wystawy
- 21-24 maja 2009 "Tak to zrobiłam" - pośmiertna wystawa książek opracowanych graficznie przez Agnieszkę Spyrkę zorganizowaną przez wydawnictwa, z którymi współpracowała na 54. Międzynarodowych Targach Książki w Warszawie[2].

## Wybrane książki i serie wydawnicze
- Czesław Miłosz: Dzieła zebrane. Kraków: Wyd. Literackie i Znak, 1999-2008. Brak numerów stron w książce
- Haruki Murakami: Kronika ptaka nakręcacza. Warszawa: Muza, 2004. ISBN 83-7079-699-0. Brak numerów stron w książce
- Haruki Murakami: Po zmierzchu. Warszawa: Muza, 2007. ISBN 978-83-7495-170-8. Brak numerów stron w książce
- Haruki Murakami: Przygoda z owcą. Warszawa: Muza, 2009. ISBN 978-83-7495-422-8
- Marek Bieńczyk: Przezroczystość. Kraków: Znak, 2007. ISBN 978-83-240-0838-4. Brak numerów stron w książce
- Jostein Gaarder: Dziewczyna z Pomarańczami. Warszawa: Wyd. Czarna Owca, 2004. ISBN 83-88875-72-8. Brak numerów stron w książce
- Simone de Beauvoir: W sile wieku. Warszawa: Czarna Owca, 2004. ISBN 83-88875-62-0. Brak numerów stron w książce
- Simone de Beauvoir: Druga płeć. Warszawa: Czarna Owca, 2007. ISBN 978-83-88875-61-8. Brak numerów stron w książce
- Philippe Besson: Pod nieobecność mężczyzn. Warszawa: Muza, 2003. ISBN 83-7319-453-3. Brak numerów stron w książce
- Philippe Besson: Chłopiec z Włoch. Warszawa: Muza, 2004. ISBN 83-7319-552-1. Brak numerów stron w książce
- Thierry Laget: Madame Deloblat. Tłum. Grażyna Majcher. Warszawa: Muza, 2008. ISBN 978-83-7495-367-2. Brak numerów stron w książce

## Wydawnictwa
- Ars Polona
- Muza SA
- Społeczny Instytut Wydawniczy Znak
- Wydawnictwo W.A.B.
- Wydawnictwo Jacek Santorski & Co
- Wydawnictwo Literackie